# Fascellina
Fascellina är ett släkte av fjärilar. Fascellina ingår i familjen mätare.

## Bildgalleri

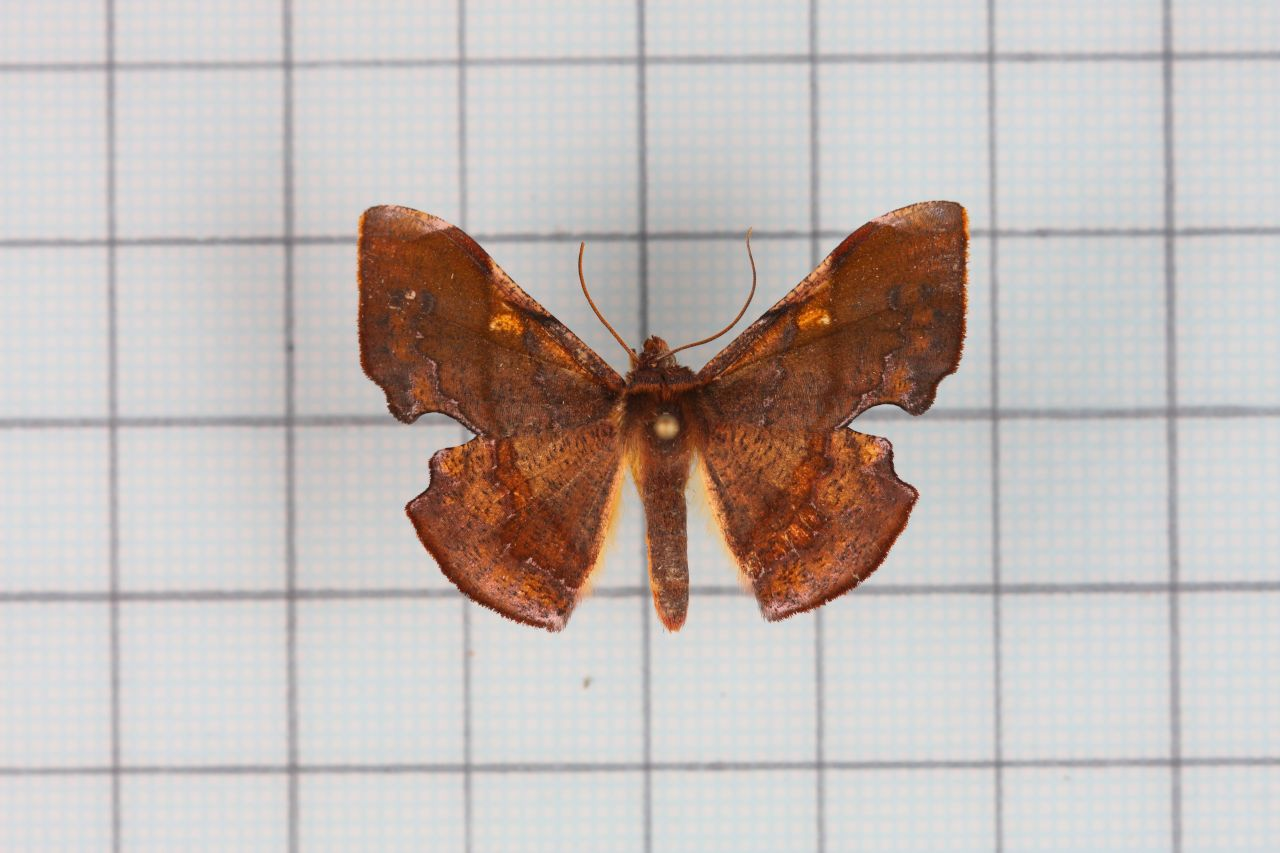
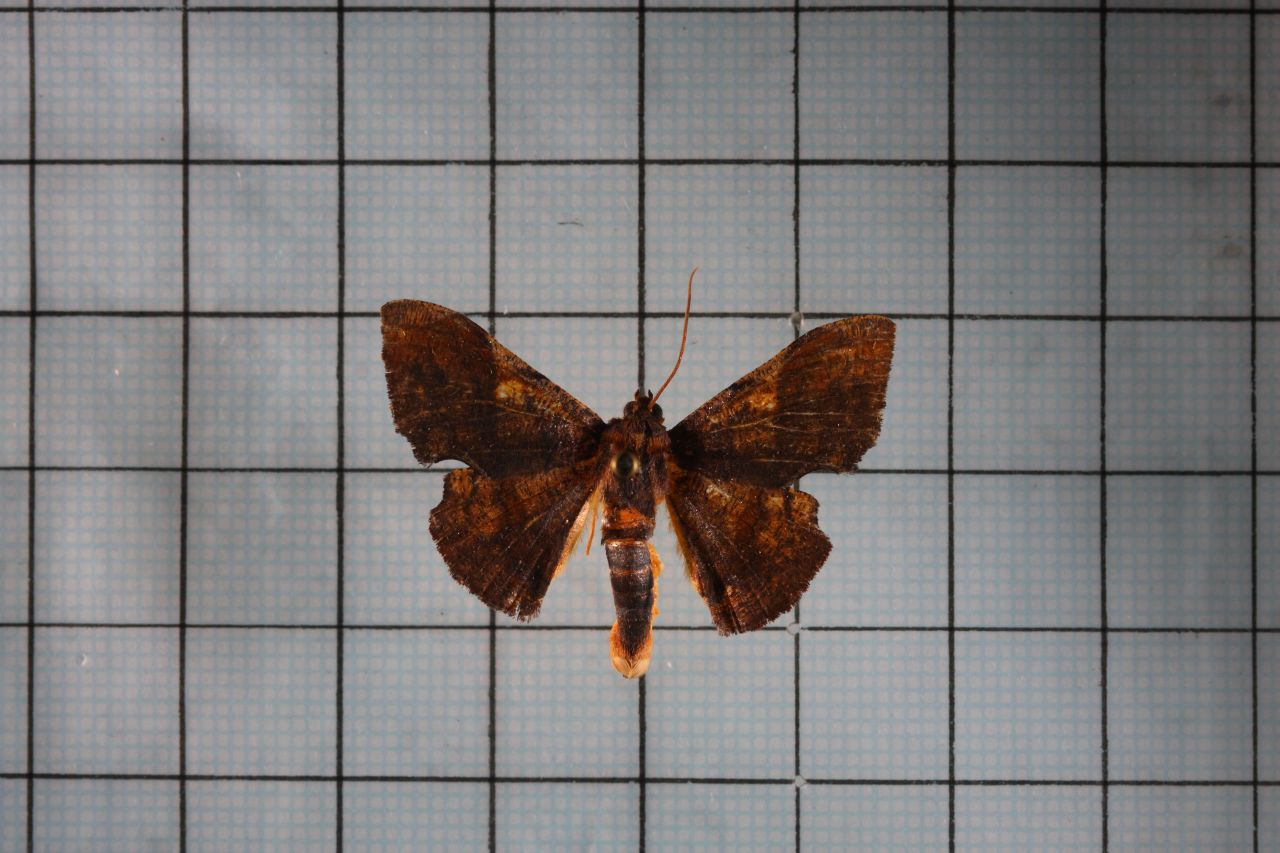
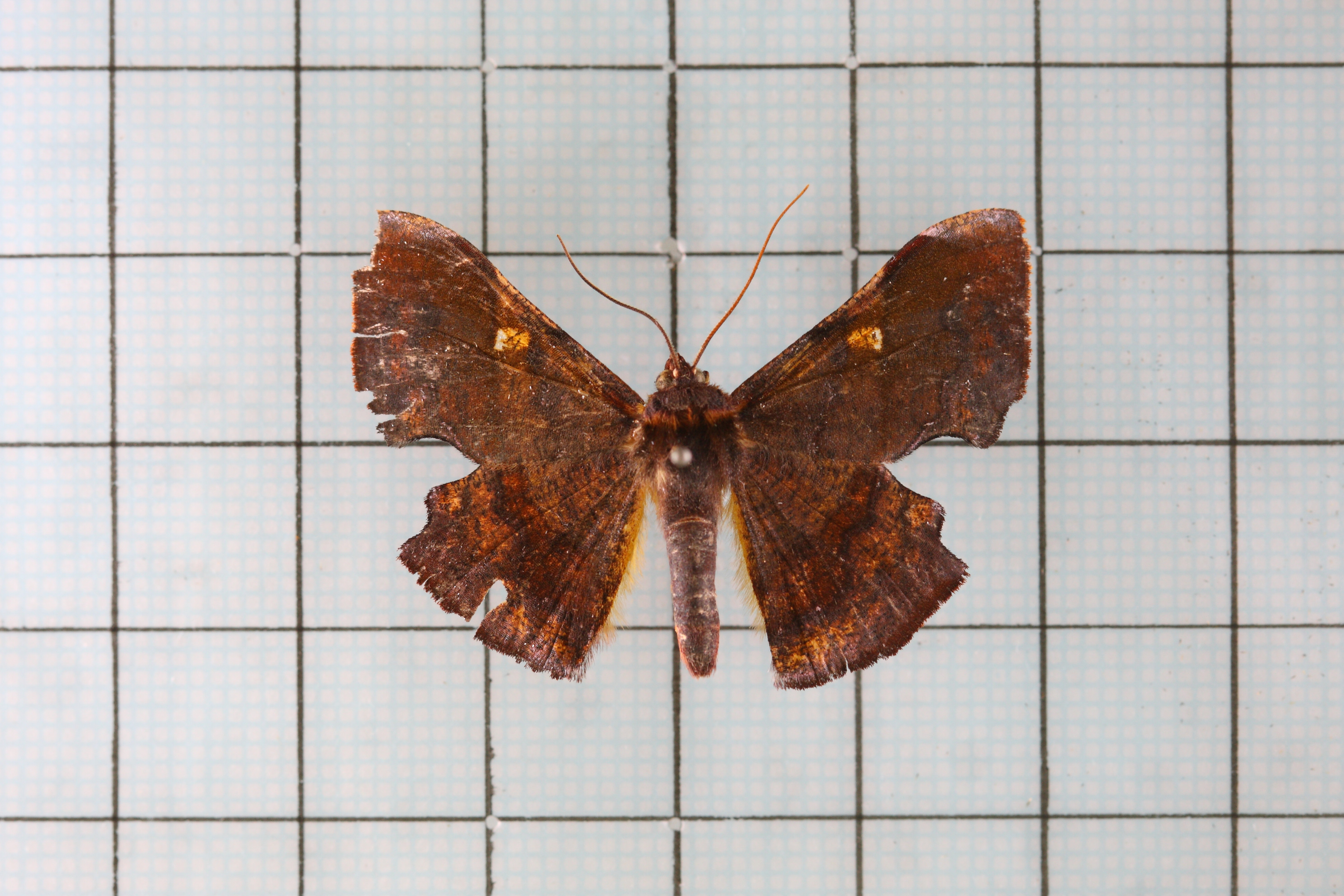

## Dottertaxa tillFascellina, i alfabetisk ordning[1]
- Fascellina albicordis
- Fascellina albidiscata
- Fascellina altiplagiata
- Fascellina arcipotens
- Fascellina aua
- Fascellina aurifera
- Fascellina castanea
- Fascellina celata
- Fascellina cervinaria
- Fascellina ceylonica
- Fascellina chromataria
- Fascellina clausaria
- Fascellina curtaca
- Fascellina cyanifera
- Fascellina cydra
- Fascellina dacoda
- Fascellina deflavata
- Fascellina fuscoviridis
- Fascellina glaucifulgurea
- Fascellina hypocausta
- Fascellina hypochlora
- Fascellina hypochryseis
- Fascellina icteria
- Fascellina inconspicua
- Fascellina inornata
- Fascellina meligerys
- Fascellina nigrochromaria
- Fascellina olivataria
- Fascellina papuensis
- Fascellina plagiata
- Fascellina porphyreofusa
- Fascellina punctata
- Fascellina rectimarginata
- Fascellina subchromaria
- Fascellina subsignata
- Fascellina subvirens
- Fascellina tropaeosema
- Fascellina usta
- Fascellina vinosa
- Fascellina viridis